# Episodi di Motherland: Fort Salem (seconda stagione)
La seconda stagione della serie televisiva Motherland: Fort Salem, composta da 10 episodi, è stata trasmessa sulla rete televisiva Freeform, dal 22 giugno al 24 agosto 2021.
In Italia la stagione è stata interamente pubblicata il 18 ottobre 2021 su Prime Video.
| nº | Titolo originale              | Titolo italiano                  | Prima TV USA   | Pubblicazione Italia |
| -- | ----------------------------- | -------------------------------- | -------------- | -------------------- |
| 1  | Of the Blood                  | Del sangue                       | 22 giugno 2021 | 18 ottobre 2021      |
| 2  | Abomination                   | Abominio                         | 29 giugno 2021 | 18 ottobre 2021      |
| 3  | A Tiffany                     | Una Tiffany                      | 6 luglio 2021  | 18 ottobre 2021      |
| 4  | Not Our Daughters             | Non le nostre figlie             | 13 luglio 2021 | 18 ottobre 2021      |
| 5  | Brianna's Favorite Pencil     | La matita preferita di Brianna   | 20 luglio 2021 | 18 ottobre 2021      |
| 6  | My 3 Dads                     | I miei 3 papà                    | 27 luglio 2021 | 18 ottobre 2021      |
| 7  | Irrevocable                   | Irrevocable                      | 3 agosto 2021  | 18 ottobre 2021      |
| 8  | Delusional                    | Delirante                        | 10 agosto 2021 | 18 ottobre 2021      |
| 9  | Mother of All, Mother of None | Madre di tutti, madre di nessuno | 17 agosto 2021 | 18 ottobre 2021      |
| 10 | Revolution, Part 1            | Rivoluzione, 1ª parte            | 24 agosto 2021 | 18 ottobre 2021      |

## Del sangue
- Titolo originale: Of the Blood
- Diretto da: Amanda Tapping
- Scritto da: Eliot Laurence

## Abominio
- Titolo originale: Abomination
- Diretto da: Amanda Tapping
- Scritto da: Brian Studler

## Una Tiffany
- Titolo originale: A Tiffany
- Diretto da: Shannon Kohli
- Scritto da: Kay Reindl ed Erin Maher

## Non le nostre figlie
- Titolo originale: Not Our Daughters
- Diretto da: Nimisha Mukerji
- Scritto da: Bryan Q. Miller

## La matita preferita di Brianna
- Titolo originale: Brianna's Favorite Pencil
- Diretto da: Jason Stone
- Scritto da: Nicole Avenia

## I miei 3 papà
- Titolo originale: My 3 Dads
- Diretto da: Jem Garrard
- Scritto da: Eli Edelson

## Irrevocable
- Titolo originale: Irrevocable
- Diretto da: Shannon Kohli
- Scritto da: KD Dávila e Will J. Watkins

## Delirante
- Titolo originale: Delusional
- Diretto da: Kimani Ray Smith
- Scritto da: Kay Reindl ed Erin Maher

## Madre di tutti, madre di nessuno
- Titolo originale: Mother of All, Mother of None
- Diretto da: David Frazee
- Scritto da: Bryan Q. Miller

### Trama
Dopo la cattura di Nicte Batan, quest'ultima viene interrogata dal generale Alder alla presenza della Presidente degli Stati Uniti. Alder cerca di avere informazioni sulle cellule e sugli altri membri della Spree, cercando di non far emergere la sua implicazione nella creazione del gruppo terroristico. Nicte però afferma di voler parlare sono con Tally, l'unica che fino a quel momento ha cercato di capire come è realmente nata la Spree. Tally spinge Nicte a dire la verità davanti a tutti i presenti, dando un ulteriore motivo alla presidente per rimuovere Alder dalla posizione. Nicte è condannata a morte. Raelle, che ha portato la Bellwether a vedere il Mycelium, scopre di essere stata destinata a un tour per sponsorizzare i centri per testare e cercare streghe non registrate. Tally cerca un metodo per impedire l'uccisione di Nicte e fare uscire la verità allo scoperto. Durante la cerimonia di esecuzione, invoca la legge del Proxy, secondo la quale una strega si può sacrificare per un'altra, sfidando a duello il carnefice. Tutta la squadra e gli amici appoggiano Tally, costringendo Alder a dimettersi sul posto, dopo che la verità è stata parzialmente svelata. Raelle, toccando il Mycelium, vede sua madre che le spiega la nascita del Mycelium: Alder, dopo aver scoperto i cadaveri della sorelle e delle sue più care amiche, bruciate al rogo dalla Camarilla, intona un lamento funebre che crea il Mycelium, che ha scelto Raelle per combattere la Camarilla stessa. La sera stessa, mentre le ragazze si riposano, scatta l'allarme: la peste delle streghe si sta diffondendo a Fort Salem.

## Rivoluzione, 1ª parte
- Titolo originale: Revolution, Part 1
- Diretto da: Amanda Tapping
- Scritto da: Eliot Laurence e Brian Studler